# Dmitri Ivanovski
Pour les articles homonymes, voir Ivanovski.

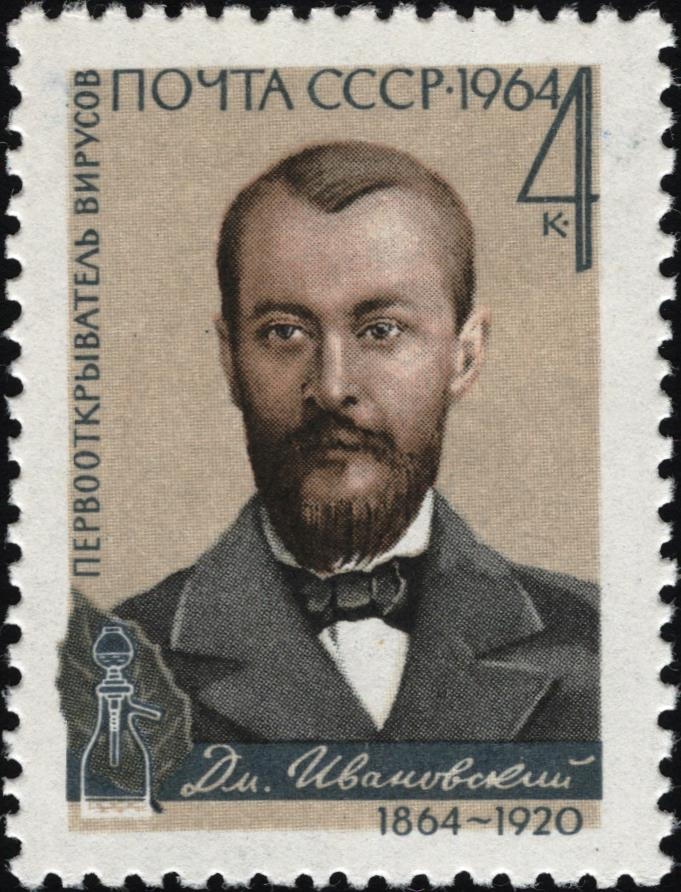
Timbre de l'Union soviétique, Dmitri Ivanovski, 1964 (Michel 2978, Scott 2938)

Dmitri Iossifovitch Ivanovski (en russe : Дмитрий Иосифович Ивановский), né le 9 novembre 1864 et mort le 20 avril 1920 à Rostov-sur-le-Don, est un biologiste et botaniste russe. En mettant en évidence les propriétés du virus de la mosaïque du tabac, il est en quelque sorte le premier à découvrir les virus (1892). Il montra que la sève des plants de tabac malades contenait un agent infectieux qui n’était pas retenu par le filtre Chamberland. Ivanovski pensait à l’époque qu’il s’agissait d’une toxine ou bien d’une très petite bactérie.

## Distinctions
- Ordre de Saint-Stanislas